# جاووشن
جاووشن (به لاتین: Działoszyn، تلفظ: [d͡ʑaˈwɔʂɨn]) یک شهرک در لهستان است که در شهرستان پاینچنو واقع شده‌است.

## خصوصیات
جاووشن ۴٫۹۴ کیلومترمربع مساحت و ۶٬۲۷۶ نفر جمعیت دارد.